# Giano di Campofregoso
Giano II di Campofregoso (auch: Fregoso) (* um 1455 in Genua; † August 1529 in Brescia) war der 43. Doge der Republik von Genua. Giano war der erstgeborene Sohn von Tommasino Fregoso, Herr zu Sarzana und der Caterina di Antonio Malaspina di Mulazzo. Er erhielt eine hervorragende humanistische und militärische Ausbildung und verbrachte einen großen Teil seiner Kindheit auf Korsika, wo sein Vater für die mächtige Banco di San Giorgio tätig war. 1482 verheiratete sich Giano mit Ardabella da Leca, Tochter des korsischen Adligen Giampaolo da Leca. Im selben Jahr ernannte ihn sein Vater zum Grafen von Korsika und überließ ihm die Regierung der Insel. Konflikte mit der lokalen Oberschicht zwangen ihn Ende 1482 zur Rückkehr nach Genua, wo er bis 1488 lebte.

## Exil und Rückkehr nach Genua

Wappen der Familie Fregoso (auch: Campofregoso)

1488 wurde der Doge Paolo di Campofregoso von den Adorno und den Mailänder Sforza gestürzt. Der Fregoso-Clan musste Genua verlassen und fand in Rom, im Umfeld von Kardinal Giuliano Della Rovere, dem späteren Papst Julius II., ein goldenes Exil. Giano hatte das Kommando über einige Kavalleriekompanien im Dienste des Papstes, teilte indessen mit Ottaviano di Campofregoso weiterreichende Ambitionen. In Rom bot sich die Gelegenheit, die richtigen Allianzen zu schließen, um in Genua die Macht zurückzugewinnen. Ab 1509 stand Giano im Dienst Venedigs, wo er 1510 zum Generalgouverneur der venezianischen Armee aufrückte. Nachdem 1507 und 1510 kriegerische Unternehmungen der Fregoso und ihrer Verbündeten gegen Genua gescheitert waren, führte 1512 eine weitere Militärkampagne zum Erfolg. Am 29. Juni 1512 wurde Giano di Campofregoso zum Dogen von Genua ausgerufen.

## Doganat und spätere Jahre
Nach Umsturzversuchen der Adelsfamilien Fieschi und Adorno und einer neuerlichen französischen Offensive gegen Genua endete das Doganat von Giano di Campofregoso bereits am 25. Mai 1513 mit seiner Flucht per Schiff nach La Spezia. Am folgenden Tag wurde Antoniotto Adorno als Statthalter des französischen Königs Ludwig XII. eingesetzt. Ein Bruder Gianos, Zaccaria Fregoso, wurde für die Ermordung von Girolamo Fieschi in Genua hingerichtet. Wenige Tage später, am 12. Juni 1513, unterzeichnete Giano mit Ottaviano di Campofregoso und Ramón Folch de Cardona, Vizekönig von Neapel an der Trebbia einen Pakt zur Rückeroberung Genuas. Beim Einzug von Ottaviano di Campofregoso in Genua und bei der Ausrufung des neuen Dogen am 20. Juni 1513 war er nicht mehr beteiligt. Giano ließ sich, wie sein Vater, am Gardasee im Veronese nieder und brach alle Beziehungen zu Genua ab. Anfang 1514 trat er als General der Milizen von S. Marco erneut in venezianische Dienste. Er nahm an mehreren Feldzügen teil und beendete seine Militärkarriere als Heerführer der venezianischen Truppen in der Liga von Cognac.
Giano di Campofregoso verfasste am 10. August 1529 sein Testament und verstarb kurz darauf. Er wurde in Verona in der Kirche S. Anastasia beigesetzt, wo sein Sohn Ercole 1565 ein grandioses, von Danese Cattaneo geschaffenes Mausoleum errichten ließ.

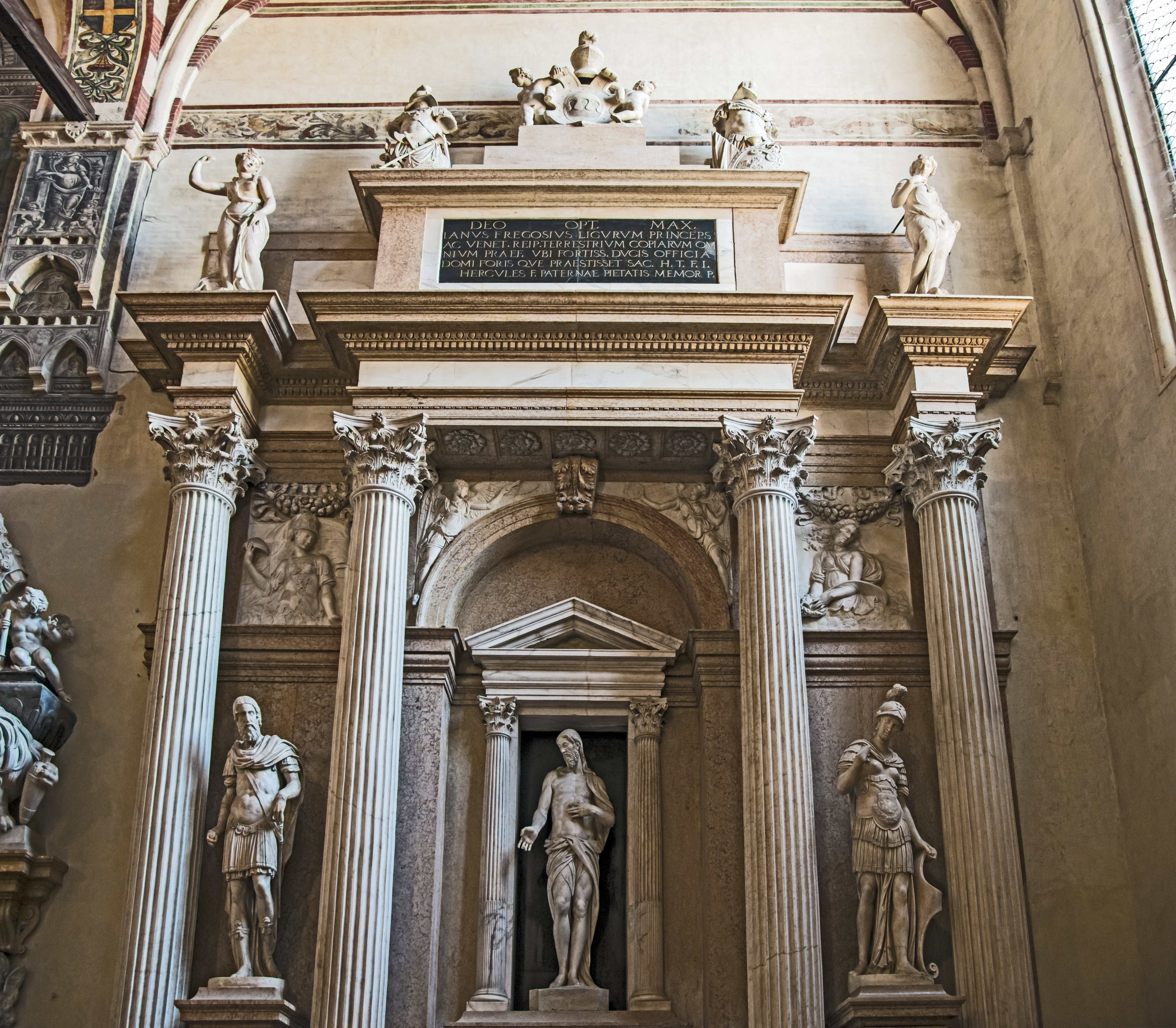
Fregoso-Altar von D. Cattaneo, S. Anastasia, Verona

## Familie
Giano di Campofregoso hatte mehrere Söhne und Töchter:
- Cesare (um 1500–1541), ⚭ Costanza Rangoni, Schwester des Condottiere Guido II. Rangoni (1485–1539). Cesare Fregoso war Condottiere der Republik Venedig und starb als Truppenführer in französischen Diensten.
- Annibale (1500–Juni 1532, Padua), ⚭ Camilla Strozzi aus Ferrara; Oberst in venezianischen Diensten
- Alessandro († 1565, Padua), ⚭ Costanza Strozzi (Schwester der Camilla Strozzi); Condottiere im Dienste Venedigs
- Caterina, ⚭ Antonio Maria Avogadro (1500–September 1528) aus Brescia
- Marta, Nonne
- Ercole, Kanoniker
- Fregosina, ⚭ Girolamo Maggi aus Brescia
- Susanna, ⚭ Graf Alberto Landriani aus Mailand